# Surera de la Molinera
La Surera de la Molinera (Quercus suber) és un arbre que es troba al Parc de la Serralada Litoral, el qual és així anomenat perquè està molt a prop de la masia La Molinera.

## Entorn
Una barana de fusta davant del tronc impedeix que els cotxes s'hi acostin excessivament i malmetin el sòl. Passant la barana i baixant pel mig del bosc en direcció SO, hi ha dues sureres molt semblants a La Molinera (una a 20 metres i l'altra a 50 m). Els seus troncs no són tan gruixuts, però l'alçària i la presència no tenen res a envejar a La Molinera. Pocs metres més avall hi ha també el Pi del Torrent de la Molinera.

## Aspecte general
Supera en diàmetre de capçada i en alçària a la Surera de Burriac, però no en el diàmetre de tronc. L'alçària, que s'acosta als 15 metres, ha assolit gairebé el sostre d'aquesta espècie. La capçada rodona i densa, i l'impressionant brancam -potent i abundant-, la fan un dels arbres més bells del Parc de la Serralada Litoral.

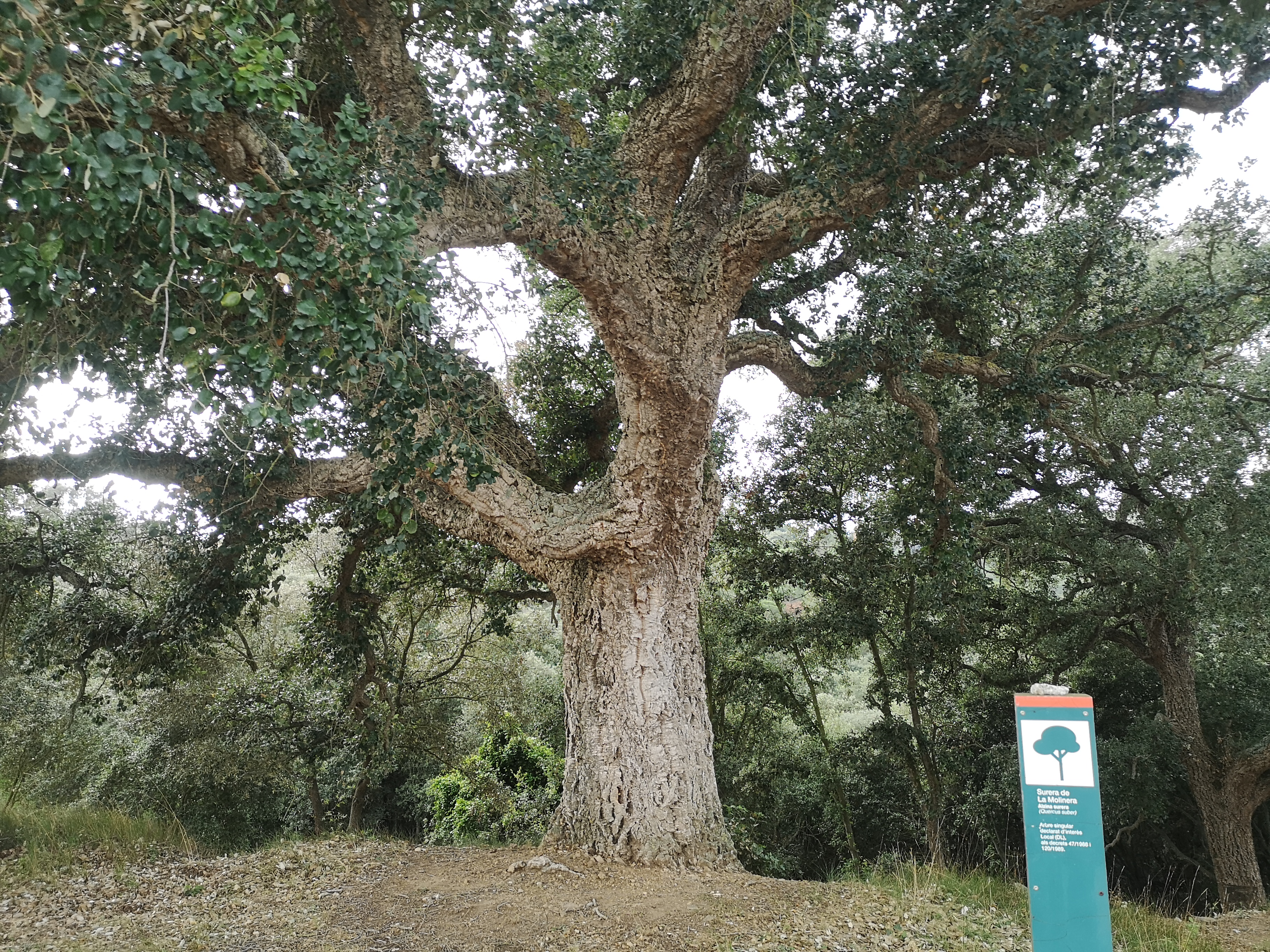
Surera de la Molinera

## Accés
És ubicada a Vilassar de Dalt: situats al Pi de la Creu de Can Boquet, pugem 870 metres en direcció sud. És a la dreta de la pista i la barana de fusta permet localitzar-la fàcilment. Coordenades: x=444816 y=4596783 z=404.

## Observacions
Està inclosa en el Decret 47/1988.